# Didymoplexiopsis khiriwongensis
Didymoplexiopsis khiriwongensis – gatunek roślin z monotypowego rodzaju Didymoplexiopsis z rodziny storczykowatych (Orchidaceae). Występuje w Azji Południowo-Wschodniej w Laosie, Tajlandii, Wietnamie oraz na wyspie Hajnan.

## Systematyka
Gatunek sklasyfikowany do plemienia Gastrodieae, podrodzina epidendronowe (Epidendroideae), rodzina storczykowate (Orchidaceae), rząd szparagowce (Asparagales) w obrębie roślin jednoliściennych.